# Acacia venosa
Acacia venosa é uma espécie de leguminosa do gênero Acacia, pertencente à família Fabaceae.